# Collonge-Bellerive
Collonge-Bellerive (tot 1799 officieel in het Frans Collonge-sur-Bellerive) is een gemeente en plaats in het Zwitserse kanton Genève. Collonge-Bellerive telt 7010 inwoners.

## Geboren
- Colette Oltramare (1904-1980), architecte en politica

## Overleden
- Anne-Marie Piuz (1923-2010), economische historica en hooglerares
- Yvette Z'Graggen (1920-2012), radiopresentatrice en schrijfster